# Restenneth Priory

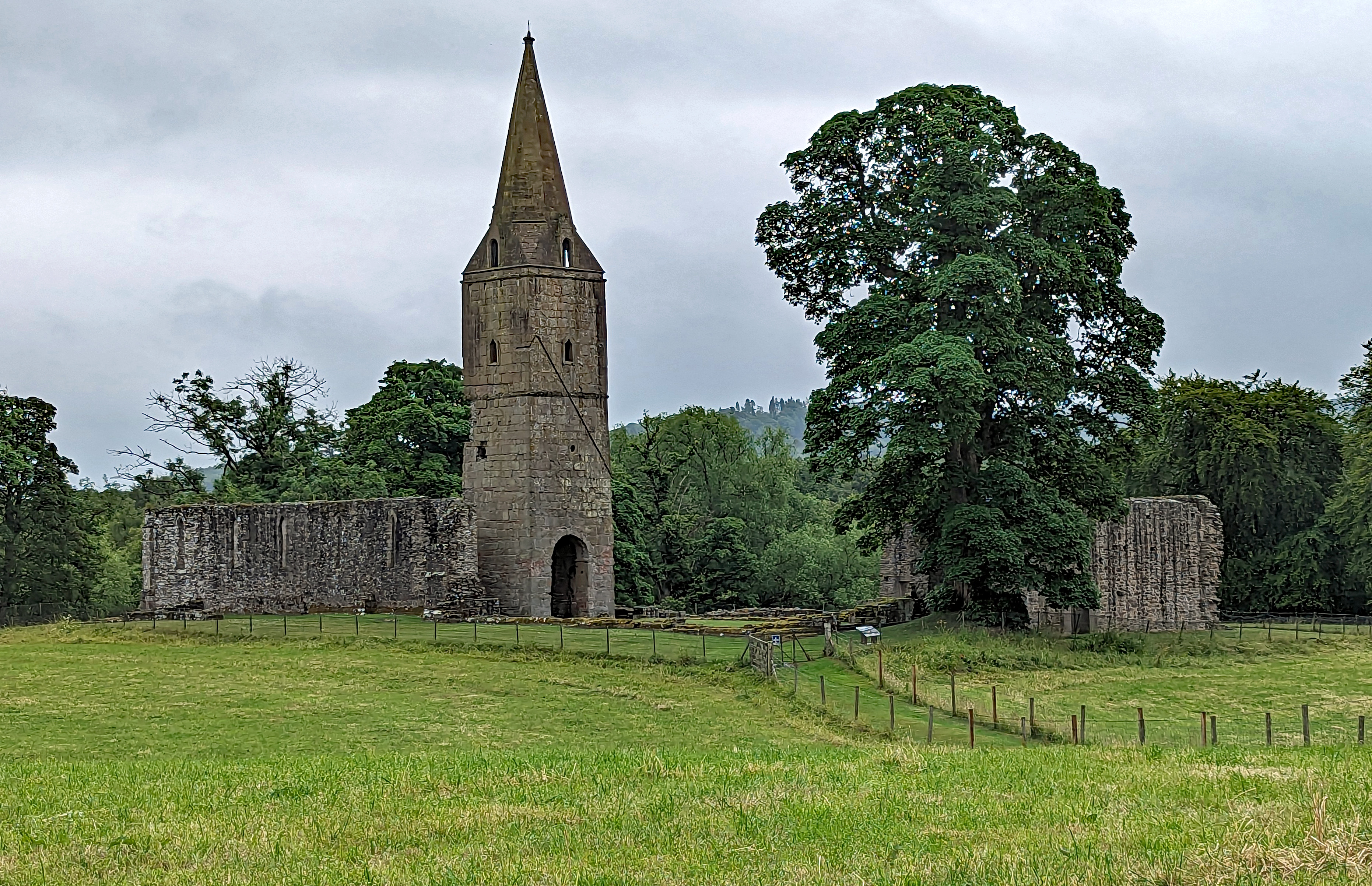
De Restenneth Priory met rechts van de toren de resten van het schip en links van de toren het koor.

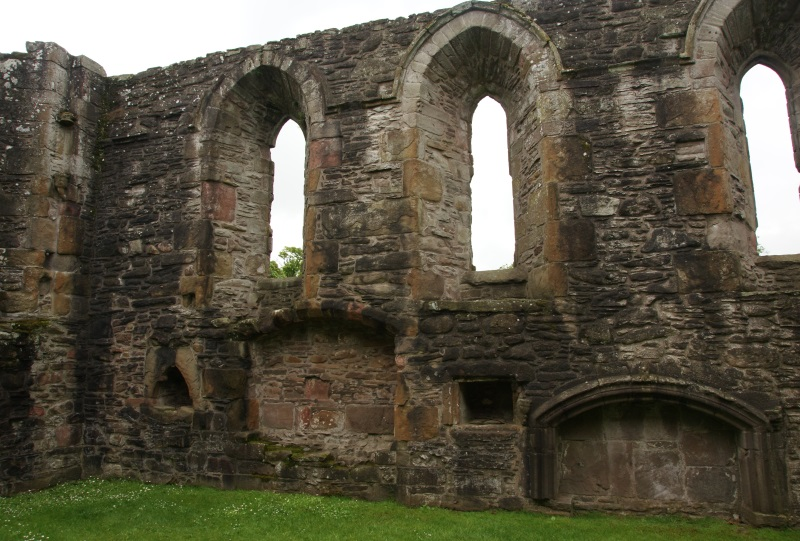
In het koor onder de spitsboogvensters: piscina, sedilia, stenen kast en uitsparing voor een graftombe.

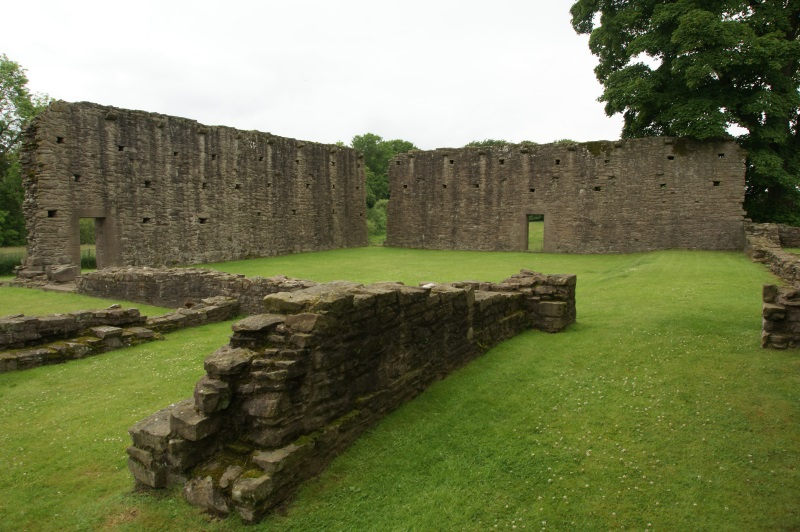
Vanuit de kapittelzaal met de resten van de stenen banken (uiterst links) kijkende naar de overgebleven kloostermuren.

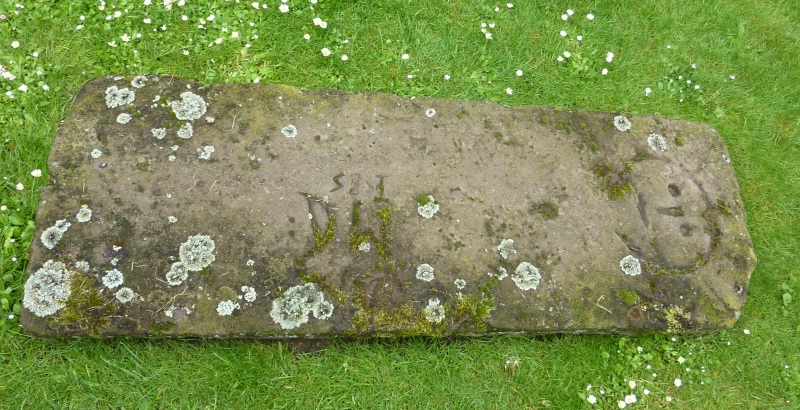
Grafsteen uit de zestiende eeuw met een grof afgebeeld doodshoofd.

De Restenneth Priory is (de ruïne van) een priorij, 0,9 kilometer ten zuidoosten van Lunanhead en 2,4 kilometer ten oosten van Forfar gelegen in de Schotse regio Angus. De overgebleven gebouwen stammen grotendeels uit de twaalfde en dertiende eeuw.

## Geschiedenis
De plek waar de Restenneth Priory staat, bevindt zich in het midden van het vroegere Pictische koninkrijk. Er is een theorie die niet archeologisch gestaafd is, dat dit de plek zou zijn waar de Pictische koning Nechtan rond 710 een kerk liet bouwen.
In de late elfde eeuw werd er een religieuze gemeente, vermoedelijk door de Céli Dé, gevestigd op de plek waar nu Restenneth Piory zich bevindt. In de vroege of in het midden van de twaalfde eeuw werd dit omgezet in of vervangen door een priorij van augustijnse kanunniken, officieel bevestigd als onderdeel van Jedburgh Abbey in 1161.
De kloostergebouwen werden verlaten na de reformatie. De kerk bleef tot 1591 als parochiekerk in gebruik; in 1591 werd een nieuwe parochiekerk in gebruik genomen gelegen in Forfar. In 1919 kwam de Restenneth Priory in staatsbeheer.

## Bouw
Oorspronkelijk lag de Restenneth Priory op een eiland in een loch totdat dit loch in de late achttiende eeuw werd gedraineerd.
De Restenneth Priory bestaat in de eenentwintigste eeuw nog uit een oost-westelijk georiënteerde kerk, waarbij het koor iets langer is dan het schip. De toren staat tussen het koor en het schip in en is tegen de zuidmuur aangebouwd. Het kerkgebouw heeft geen transepten. Aan de noordzijde van het koor bevindt zich het restant van de sacristie. Tegen de zuidkant van het schip aangebouwd ligt het kloosterhof. Hiervan zijn de zuidelijke en westelijke nog tot vrijwel oorspronkelijke hoogte bewaard gebleven, de andere twee muren zijn slechts iets boven de fundamenten overgebleven. Aan de noordzijde van de oostelijke muur bevinden zich de resten van de kapittelzaal met aan de noord- en zuidzijde daarin overblijfselen van stenen banken.
Het rechthoekige schip is laat dertiende-eeuws en is achttien bij 8,5 meter groot. De muren steken nog iets boven de grond uit. Het schip heeft steunberen aan de hoeken aan de noordzijde en in het midden. De toegang bevond zich in de noordelijke gevel en waarschijnlijk was er een tweede toegang in de zuidelijke muur, als verbinding met het klooster.
De vierkante toren heeft een passage aan de noordzijde waardoor het schip wordt verbonden met het koor. Het onderste deel van de toren is een overblijfsel van een eerdere kerk, waarschijnlijk uit de elfde eeuw, waar het diende als een vrij kort schip, met een interne lengte van drie meter. In de zuidzijde van de toren bevindt zich een toegang voorzien van een ronde boog. Een bredere toegang met een boog is aanwezig in de oostelijke muur, toegang gevende tot het schip. Deze toegang is gemaakt in de twaalfde eeuw toen de augustijnen de kerk vergrootten. De hogere delen van de toren stammen eveneens uit de twaalfde eeuw. Elke verdieping is aan alle vier de zijden voorzien van een raam. De octogonale stenen spits is een toevoeging van circa 1500.
Het koor is herbouwd in de dertiende eeuw toen het naar het noorden toe werd verbreed. Vanaf de toren is het koor 21,5 meter lang. Het koor is voorzien van spitsboogvensters. Het westelijk deel van het koor is een overblijfsel van het twaalfde-eeuwse koor. Hier bevindt zich een nu geblokkeerde toegang naar het vroegere dormitorium. Aan het oostelijk uiteinde van de zuidelijke muur bevinden zich een piscina met westelijk daarvan sedilia, een stenen kast en een uitsparing voor een graftombe.
In de toren bevindt zich onder meer een gebroken vroeg zestiende-eeuwse grafsteen met een kruis erop afgebeeld boven een vrouwenfiguur wier handen zijn gevouwen in gebed. In de vloer van het schip bevinden zich een aantal grafstenen, vermoedelijk zestiende-eeuws, waarvan een voorzien van een kruis en eentje voorzien van een grof afgebeeld doodshoofd.

## Beheer
De Restenneth Priory wordt beheerd door Historic Scotland.